# 스카를리노
스카를리노(이탈리아어: Scarlino)는 이탈리아 토스카나주 그로세토도에 있는 코무네다. 피렌체에서 남서쪽 100km, 그로세토에서 북서쪽 25km 거리에 있다.

## 역사
스카를리노는 알도브란데스키 가문의 소유가 되기전 100년전에 생겨났고, 이후 로셀레의 주교에게 소유가 넘아갔다가 다시 알베르티(Alberti) 가문에게 넘어간다. 13세기에 알도브란데스키 가문에게 다시 차지하였고, 그 후 피사 공화국에게 그 후에는 피옴비노의 아피아니에게 넘겨졌다.
스카를리노는 19세기까지 피옴비노 후국의 소유로 남아있다가, 토스카나 대공국의 영토가 되었다.